# V698 Андромеды
V698 Андромеды (лат. V698 Andromedae) — одиночная переменная звезда в созвездии Андромеды на расстоянии (вычисленном из значения параллакса) приблизительно 6329 световых лет (около 1941 парсека) от Солнца. Видимая звёздная величина звезды — от +10,51m до +10,27m.

## Характеристики
V698 Андромеды — оранжевый гигант, пульсирующая медленная неправильная переменная звезда (LB) спектрального класса K. Радиус — около 55,69 солнечных, светимость — около 482,048 солнечных. Эффективная температура — около 3624 K.